# Anne Hutchinson
Anne Hutchinson, född juli 1591 i Alford, East Lindsey, Lincolnshire, i England, död augusti 1643 i Nya Nederländerna, var en engelsk predikant och puritansk religiös ledare. Hon är känd som centralfigur inom den teologiska Antinomian Controversy, och som grundaren av Portsmouth. 
Hon emigrerade med sin man och sina barn från England till Massachusetts Bay-kolonin år 1634, och etablerade sig som barnmorska i Boston. Hon stod värd för religiösa bibelstudier i sitt hem. Till en början var dessa endast för kvinnor, men snart bevistades de även av män, och Anne Hutchinson blev informellt en religiös auktoritet i kolonin. Hon kom i konflikt med den puritanska kyrkan då hon anklagade dess prästerskap för att predika arbete framför nåd. Konflikten ledde till att hon ställdes inför rätta och förvisades från kolonin år 1637; i en följande rättegång 1638 blev hon också formellt utesluten ur församlingen. Hon och hennes anhängare grundade därefter kolonin Portsmouth. Hon tvingades år 1641 överge Portsmouth för att undgå myndigheterna i Nya England, och flyttade till den holländska kolonin New York. Hon dödades under ett indianöverfall. 